# Insula Coats

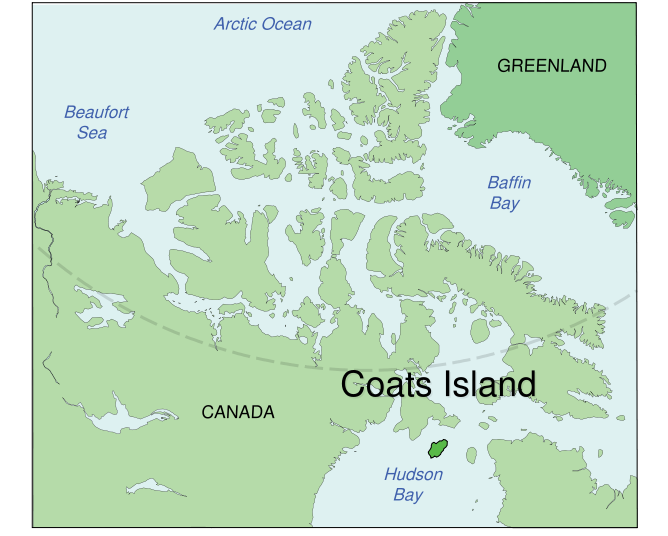
Localizarea insulei Coats în Canada

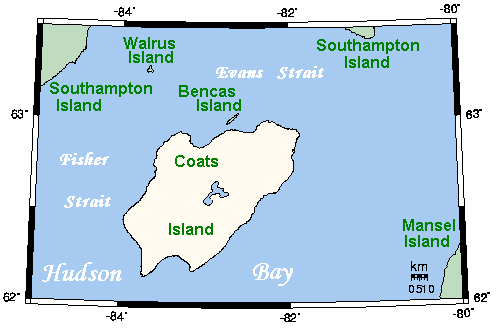
Insula Coats şi împrejurimile sale

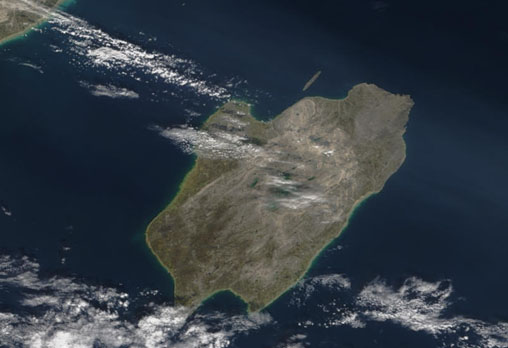
Imagine din satelit a insulei Coats

Insula Coats (în inuktitut: Akpatordjuark) este o insulă fără locuitori permanenți în partea de nord-vest a Golfului Hudson, aparținând administrativ de regiunea Kivalliq a teritoriului Nunavut din Canada. Cu o suprafață de 5498  km2   ocupă locul 107 în lume și locul 24 în Canada.
Insula se află la sud-est de insula Southampton, fiind despărțită de aceasta prin strâmtorile Evans și Fisher.. La 115 km spre est se află insula Mansel. Lângă coasta de nord-vest a insulei se găsește mica insulă Bencas.
Insula Coats este în general joasă, doar 5% din suprafața sa depășind înălțimea de 100 m deasupra nivelului mării. Înălțimea maximă, de 182 m deasupra nivelului mării, este atinsă în zona nordică, stâncoasă. În partea centrală a insulei se află un grup de lacuri de dimensiuni mai mari.
Insula este cunoscută pentru populația sa de păsări acvatice, în special de Uria lomvia. Zona capului Pembroke a fost declarată Zonă de Păsări Importantă (Important Bird Area). În 1990, un studiu a indicat prezența aici a unor colonii cu un total de 30000 păsări.
De asemenea, pe coaste, mai ales în zona capurilor din nord, se înregistrează concentrații semnificative de morse de Atlantic (Odobenus rosmarus rosmarus)
Insula Coats fost una din zonele în care au trăit ultimii purtători ai culturii Dorset, indigeni numiți Sadlermiut sau Sallirmiut. Aceștia au fost însă răpuși în 1902-03 de o boală gastro-intestinală adusă de exploratorii europeni .
Ulterior, pe insulă s-au stabilit alți inuiți, o factorie a Companiei Golfului Hudson funcționând aici între 1920 și 1924, dar ultimii locuitori permanenți au părăsit insula în anii 1970
Insula a fost numită după William Coats, un căpitan de navă în serviciul Companiei Golfului Hudson, care a vizitat zona de mai multe ori între 1727 și 1751.